# Кисов, Стефан
Стефан (Степан Иванович) Кисов (1861—1915) — полковник болгарской армии, ветеран Славяно-турецкой войны, военный писатель. Один из спасителей легендарного Самарского знамени.

## Биография
Родился 15 ноября 1861 года в городе Болграде (на тот момент в составе Молдавского княжества) в семье болгарских эмигрантов, выходцев из города Елена. Образование получил в Одесской гимназии и Одесском пехотном училище.
В качестве добровольца участвовал в Сербско-турецкой войне 1876 года. С началом Русско-турецкой войны 1877—1878 годов, имея чин прапорщика русской армии, 3 апреля 1877 года записался в болгарское ополчение тем же чином и был назначен командиром роты в 3-й ополченческой дружине (самой дружиной командовал Павел Петрович Калитин). Участвовал в спасении Самарского знамени. За отличие в сражениях с турками под Стара-Загорой и Шипкой был награждён орденами: болгарским «За храбрость» 4-й степени и русским св. Владимира 4-й степени.
В 1885 году участвовал в сербско-болгарской войне, где командовал 2-м пехотным полком и Брезникским отрядом. По окончании войны был назначен командиром 1-й пехотной Софийской бригады.
После отречения Александра Баттенберга Кисов публично выступал против антирусской политики, проводимой регентским советом, и был уволен в отставку. Однако спустя некоторое время вновь вернулся на службу и в чине подполковника был назначен военным комендантом Софии. Среди прочих наград имел болгарский орден св. Александра 3-й степени.
Скончался в Софии 14 ноября 1915 года.

## Сочинения
Кисов оставил после себя два сочинения военно-мемуарного характера:
- «Българското опълчение в Осовободителната руско-турска война 1877—1878». София, 1902. (русский перевод: «Из боевой и походной жизни 1877—1878 гг.». София, 1903).
- «Възпоменания и бележки от Сръбско-българската война 1885», София, 1900.